# ماورو فيجوريتو
ماورو فيجوريتو (بالإيطالية: Mauro Vigorito)‏ (22 مايو 1990 في إيطاليا - ) هو لاعب كرة قدم إيطالي في مركز حراسة المرمى. لعب مع نادي تريستينا ونادي فيتشينزا ونادي فينيزيا ونادي كالياري ونادي لوميتساني وكارسو كالتشيو ‏.

## حياته الكروية
ظهر لأول مرة في دوري الدرجة الأولى الإيطالي مع كالياري كالتشيو في 31 يناير 2010 عندما جاء كبديل عن المصاب فيديريكو ماركيتي في الدقيقة 21 ضد فيورنتينا.
في 18 يوليو 2013، وقع فيجوريتو مع فينيزيا في صفقة ملكية مشتركة من كالياري.

## روابط خارجية
- ماورو فيجوريتو على موقع قاعدة بيانات كرة القدم.إي يو (الإنجليزية)
- ماورو فيجوريتو على موقع Soccerway.com (الإنجليزية)
- ماورو فيجوريتو على موقع عالم كرة القدم.نت (الإنجليزية)
- ماورو فيجوريتو على موقع AS.com (الإسبانية)